# Casa del 41 del Carrer de Sant Joan
La Casa del 41 del Carrer de Sant Joan és un edifici medieval de la vila de Vilafranca de Conflent, de la comarca d'aquest nom, a la Catalunya del Nord.
Com el seu nom indica, és en el número 41 del carrer de Sant Joan, en el sector central - oriental de la vila. Li corresponen les parcel·les cadastrals 47 i 236.

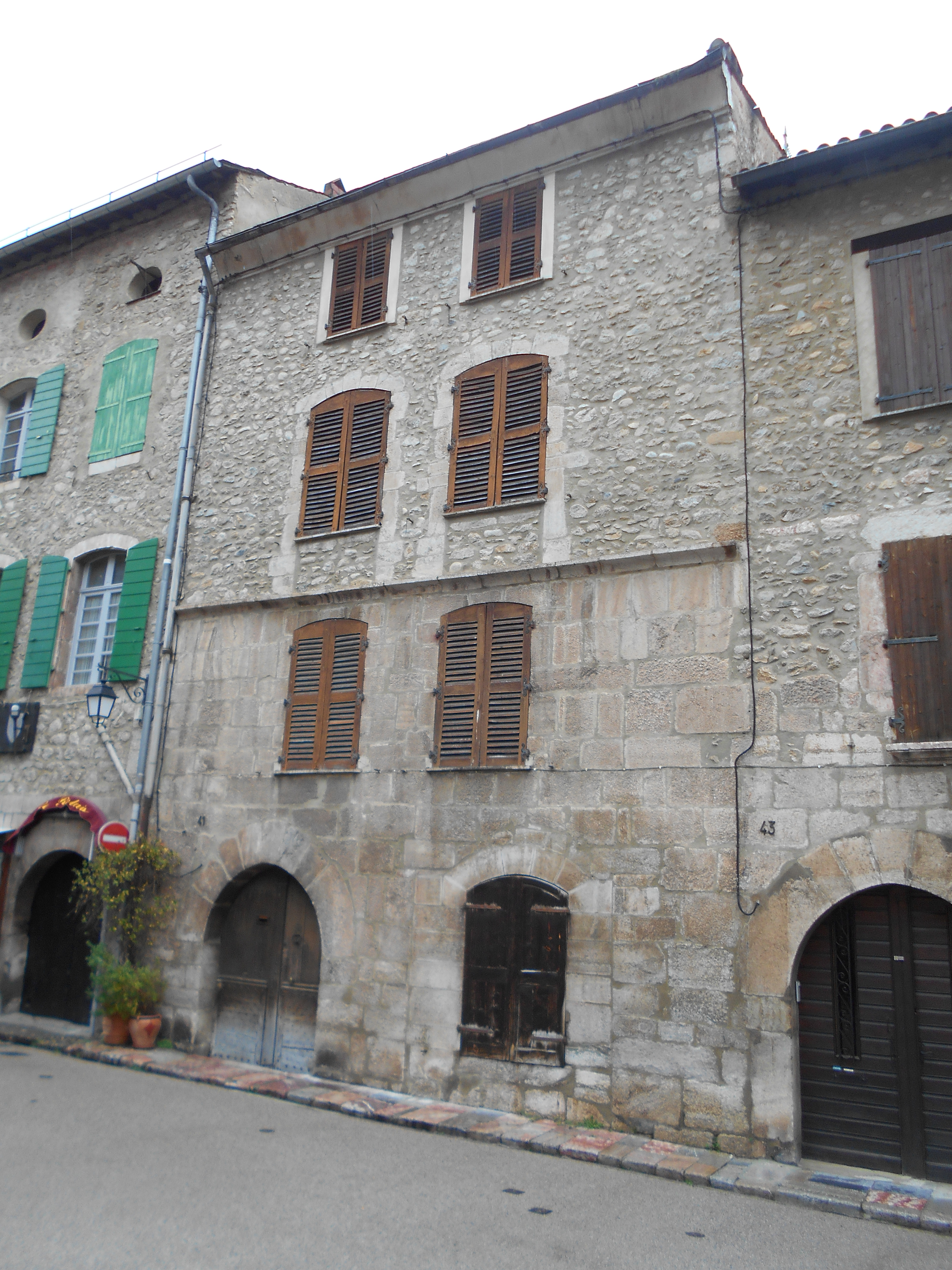
La casa, des de ponent

És un edifici format per dues parts diferents (una, amb la planta baixa i el primer pis; l'altra, els dos pisos superiors), amb un tall a la mamposteria format per un cordó de suport o cornisa. Mostra un aparell mitjà a la planta baixa, amb les filades totalment a la inversa que a la casa veïna del costat de llevant. La unió de les dues parts de la casa es devia produir abans de la fi de l'etapa medieval, segons es veu en el cordó de suport que separa els dos pisos actuals de la casa. A la façana es veu a ponent una arcada ogival amb aretes vives i grans dovelles extradossades, però de forma irregular, amb clau d'arc. Al costat de llevant hi ha una finestra d'arc segmental. Al pis, marcat per un cordó de suport amb bandó i cavet, damunt del qual la mamposteria és del tot obrada amb còdols.